# الفان شمالی
الفان الشمالی (به عربی: الفان الشمالی) یک روستا در سوریه است که در استان حماه واقع شده‌است. الفان الشمالی ۱٬۸۷۷ نفر جمعیت دارد.